# Loxosceles gaucho
Loxosceles gaucho es una especie de araña araneomorfa sicárida del género Loxosceles, cuyas integrantes son denominadas comúnmente araña violinista, araña del rincón, araña de los cuadros o araña de los muebles. Habita en regiones cálidas del centro-este de Sudamérica.

## Taxonomía
Descripción original
Esta especie fue descrita originalmente en el año 1967 por el aracnólogo estadounidense conservador en el Museo Americano de Historia Natural de Nueva York) Willis John Gertsch, con el mismo nombre científico; 3 años antes W. Bücherl la había identificado como Loxosceles rufescens.
Holotipo
El holotipo designado es un macho capturado el 17 de julio de 1962 por A. F. Archer.
Localidad tipo
La localidad tipo referida es: “São Paulo, estado de São Paulo, Brasil”.

## Características
Como en otros integrantes del género Loxosceles, L. gaucho presenta patas largas y finas; los quelíceros están fusionados en las bases; exhibe sobre un algo deprimido cefalotórax un notorio surco longitudinal; y cuenta con 6 brillantes ojos, los que forma una disposición en triángulo con el vértice apuntando hacia el frente, al poseer un par anterior y un par a cada lado.
Relaciones filogenéticas
Loxosceles gaucho es la especie tipo de un grupo de especies: el grupo “L. gaucho”, el cual también está integrado por L. niedeguidonae Gonçalves-de-Andrade, Bertani, Nagahama, & Barbosa, 2012 L. chapadensis Bertani, Fukushima & Nagahama, 2010 L. variegata Simon, 1897, L. adelaida Gertsch, 1967 y L. similis Moenkhaus, 1898. Como en todas ellas, la tibia y el tarso del palpus son subiguales en longitud, caracterizando a esta especie el poseer el fémur y la tibia del palpus proporcionalmente más gruesos y el receptáculo seminal curvo y más bien corto.

## Distribución y hábitat
Esta especie se distribuye en el centro-este de América del Sur siendo endémica del sudeste y sur de Brasil, desde el estado de São Paulo hasta el de Río Grande del Sur. Fue introducida en Túnez.
Es nocturna y sedentaria, tejiendo una irregular tela blanca bajo rocas, entre troncos o escombros, bajo la corteza de los árboles o en construcciones humanas, como gallineros, galpones, garajes, etc., ocultándose fácilmente detrás de cuadros o muebles, en hendiduras de paredes, etc., si bien esta especie es mucho menos domiciliaria que otras del género. 

## Peligrosidad
Esta araña no es agresiva, solo puede morder si se la captura o accidentalmente se la comprime sobre la piel al introducirse entre la ropa, toallas, sábanas, zapatos, etc. Es peligrosa para los seres humanos ya que cuenta con glándulas venenosas que producen varias toxinas (la más importante es la esfingomielinasa), las que al ser inoculadas por una mordedura, producen una enfermedad denominada “loxoscelismo”, la que genera una escara necrótica ulcerosa alrededor de la mordedura, sobre una superficie que puede llegar a los 20 cm de diámetro. El tratamiento más efectivo es la aplicación de suero anti-Loxosceles dentro de las 4 horas de producida la mordedura, para así evitar las secuelas de las lesiones iniciales.